# Takahiro Yokomichi
Takahiro Yokomichi (japonès: 横路孝弘)  (Sapporo, 3 de gener de 1941 - Tòquio, 2 de febrer de 2023) fou un polític japonès antic membre del Partit Socialista del Japó i del Partit Democràtic i Governador de Hokkaidō des de 1983 fins 1995. També fou membre de la Cambra de Representants del Japó de 1969 a 1983 i de 1996 a 2017 i President d'aquesta de 2009 a 2012, en el període on el PD va governar el Japó.

## Biografia

### Inicis
Takahiro Yokomichi va nàixer a Sapporo fill d'un líder local del Partit Socialista, Setsuo Yokomichi, qui fou diputat a l'Assemblea de Hokkaidō i membre de la cambra de representants de la Dieta. Yokomichi estudià i es llicencià a la Universitat de Tòquio. En morir son pare Setsuo el 1967 Takahiro va decidir presentar-se a l'elecció de l'escó que fins aleshores el seu pare havia ocupat a la cambra de representants.

### Membre de la dieta (1969-1983)
A les eleccions generals de 1969 Yokomichi va guanyar l'escó a la cambra de representants pel 1r districte electoral de Hokkaidō, sent el segon més votat darrere del candidat del PLD, Usaburō Chisaki III. A les següents eleccions de 1972 tot i que va pujar en nombre de vots, va quedar com el quart candidat més votat. No seria fins a les eleccions de 1976 que Takahiro recuperaria el primer lloc que tenia son pare mantenint-se com el candidat més votat al districte fins a les eleccions de 1980, on quasi tots els candidats socialistes del Japó van resultar afectats per "l'efecte Masayoshi Ōhira", primer ministre que havia mort feia pocs mesos. Takahiro Yokomichi va decidir deixar la dieta per tal de presentar-se al càrrec de governador de Hokkaido a les eleccions d'aquell 1983.

### Com a governador (1983-1995)
A l'abril de 1983 Takahiro Yokomichi es va presentar a les eleccions a governador de Hokkaido, guanyant-les contra tot pronòstic, ja que la tendència política al Japó anava a favor del PLD amb l'influència del primer ministre Yasuhiro Nakasone. Tot i que era el primer governador socialista a Hokkaido des de 1959, Yokomichi va marcar una imatge d'independent declarant al guanyar que ell pertanyia al "partit dels ciutadans de Hokkaido". Durant el seu mandat va aconseguir que Sapporo fóra la seu dels primers Jocs Asiàtics d'Hivern l'any 1986. El 1988 Sapporo va ser la seu del festival mundial de l'alimentació, tot i que aquest esdeveniment fou un fracás ja que no arribà ni a la meitat de les visites previstes i va produir unes pèrdues de 9 milions de iens a més del suïcidi d'alguns dels seus organitzadors, sent aquest esdeveniment una política que acompanyaria l'administració Yokomichi fins al final del mandat. L'administració Yokomichi va posar en marxa el pla "un municipi, un producte" per a intentar revitalitzar l'economia local. Yokomichi fou governador fins al 1995, quan no es tornà a presentar a la reelecció i fou substituït per l'independent Tatsuya Hori. Durant el mandat de Yokomichi, Satoshi Arai va ser alt càrrec del gabinet del governador.

### Membre de la dieta (1996-2017)
Yokomichi va tornar a la cambra de representants que havia deixat l'any 1983 a les eleccions de 1996, tot i que aquesta vegada sota les sigles del Partit Democràtic. Dins del PD Takahiro Yokomichi es destaca com un dels líders de la branca més esquerrana del partit. A les eleccions de 2009 que guanyà el PD, Takahiro Yokomichi fou nomenat president de la cambra de representants, càrrec que mantindria fin el 2012 quan el PD passa a l'oposició. A les eleccions de 2012, Takahiro Yokomichi perd el seu escó a la circumscripció, però aconsegueix un altre escó mitjançant el recompte proporcional d'Hont. Yokomichi revalida una volta més el seu escó a les eleccions de 2014, però anuncia que no es presentarà a les eleccions de 2017, quan deixa el seu escó a la Dieta.